# Saint-Hilaire (Haute-Loire)
Saint-Hilaire is een gemeente in het Franse departement Haute-Loire (regio Auvergne-Rhône-Alpes) en telt 190 inwoners (1999). De plaats maakt deel uit van het arrondissement Brioude.

## Geografie
De oppervlakte van Saint-Hilaire bedraagt 15,2 km², de bevolkingsdichtheid is 12,5 inwoners per km².
De onderstaande kaart toont de ligging van Saint-Hilaire (Haute-Loire) met de belangrijkste infrastructuur en aangrenzende gemeenten.

## Demografie
Onderstaande figuur toont het verloop van het inwonertal (bron: INSEE-tellingen).